# Municipio Camatagua
El municipio Camatagua es uno de los 18 municipios que forman parte del estado Aragua, Venezuela. Tiene una superficie de 780 km² y una población de 24.754 habitantes (censo 2018). Su capital es la ciudad homónima de Camatagua. Se encuentra ubicado al sur del estado Aragua en los Llanos Centrales donde se encuentra el embalse de Camatagua. La economía del municipio es fundamentalmente agrícola.

## Historia

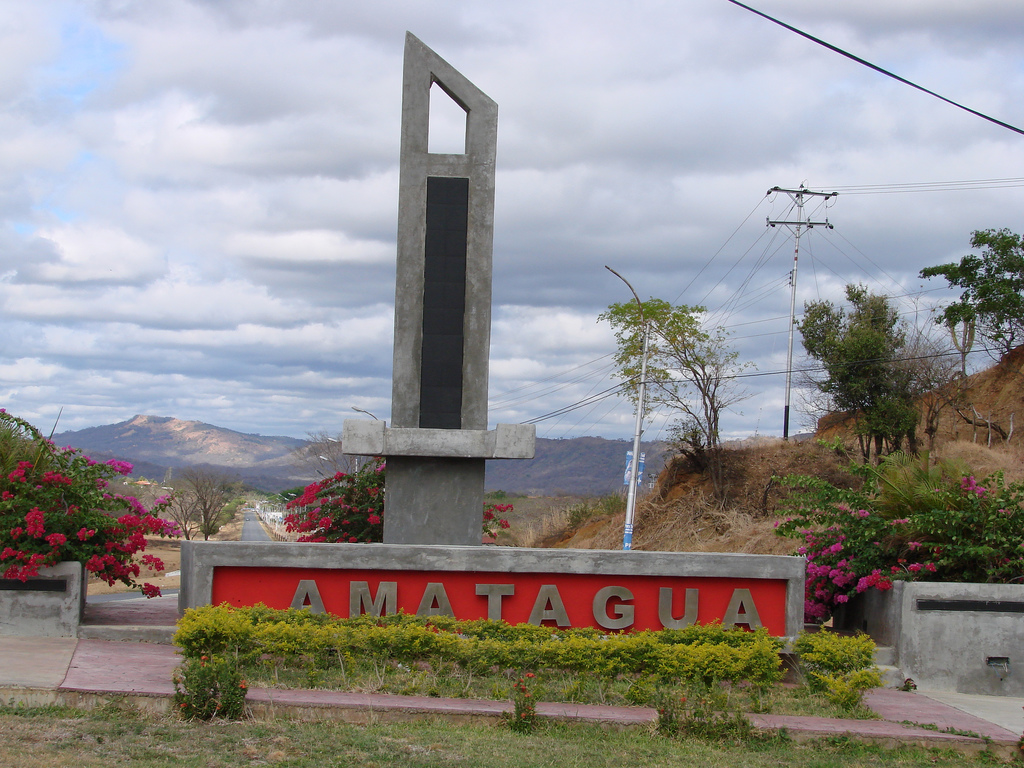
Entrada al municipio Camatagua.

Fue fundada, en 1693, con el nombre de Purísima Concepción de Camatagua. Por Ambrosio de Baza, quien era fraile capuchino, una vez muerto Baza, en la comunidad que fundó los indios se dispersaron y volvieron a sus tribus. Fue refundada en el año 1716, por Jerónimo Pérez Valenzuela, quien le dio el nombre de Camatagua.
Camatagua era un caserío que se encontraba ubicado geográficamente en el centro de las demás poblaciones del sur del estado Aragua. Emplazado a 260 m de altitud en la orilla occidental del río Guárico, se comunica por vía terrestre con los valles de Tuy, Aragua y los Llanos Centrales. Debe su nombre a los indios, que en su vocabulario llamaban camatagua a la flor de la pasionaria, planta trepadora de origen suramericano cuyo nombre científico es pasiflora, pues así la llamaban los indios que habitaban esta región dada la forma de la flor los misioneros vieron en ella los símbolos de la pasión de Cristo y por eso la llamaron pasionaria. De ahí vino el nombre científico de pasiflora para designar, las plantas de este género por correlación, Camatagua vino entonces hacer pasionaria o flor de la pasión, según Arístides Rojas, Camatagua es también patrimonio Oriental.
Otros consideran que es una especie de gallinácea silvestre de carne delicada y muy apreciada, que debía abundar en las tupidas arboledas y espesuras de los montes cercanos a Camatagua.
Se localizan en las cercanías instalaciones para comunicaciones satelitales. Algunas zonas agrícolas están cambiando de uso con la construcción de áreas de recreo para el disfrute de la población residente en las grandes ciudades.
El municipio autónomo Camatagua está integrado por la parroquia Foránea de Carmen de Cura, tres caseríos que son: Carutico, La Frideña y El Jobal y su capital Camatagua.

## Parroquias
1. Camatagua
2. Carmen de Cura

## Geografía

### Límites
- Por el Norte: Con el municipio San Casimiro, de donde el río Guárico recibe el nombre de Zuata.
- Por el Sur: Limita con el municipio Urdaneta hasta llegar debajo de la quebrada los Apamates, que desemboca en el río Cura.
- Por el Este: Limita con el municipio Urdaneta en el sentido sur franco pasando por el cerro el aguacate.
- Por el Oeste: Limita con el municipio San Sebastián, con rumbo norte va al alto de Rusito en la loma de Margarito.

### Localización geográfica
La población de Camatagua se encuentra localizada en la región Central correspondiente al pie de monte y altiplanicie del Sur, entre las coordenadas U.I.M.N. 1081000 y N-1085000 de latitud Norte y E- 7285000 y 73100 de longitud Oeste, a la orilla occidental del río Guárico.

### Superficie
El municipio Camatagua tiene una superficie de 569,32 km².

### Relieve
Se caracteriza por ser ondulado plano donde las pendientes oscilan entre 0 a 10 % a excepción de pequeñas colinas localizadas hacia el norte de Camatagua (presentan mayor altura y pendientes de hasta 30 %), hacia el Sur Este. Y una topografía ondulada con unas pendientes promedio de 8 %, Camatagua se localiza a una altitud de 245,6 m s. n. m.

## Población
El municipio Camatagua tiene una población aproximada de 24.754 habitantes.

## Vegetación
La vegetación predominante es de baja densidad y está constituida por bosques livianos, con especies de sabanas, matorrales y arboledas. Cerca del centro poblado existen especies tales como: caoba, samán, cedro, apamate, roble, jabillo, araguaney, etc.

## Geología
El pueblo de Camatagua se caracteriza por la presencia de un sustrato sedimentario fundamentalmente de edad terciaria (Oligoceno Mioceno) producto de la erosión y arrastre de sedimentos provenientes de las serranías del interior y se encuentra conformado por una litología asociada, sin resistencia a la erosión lo que restringe, en cierta medida el soporte de la infraestructura.

## Hidrografía y drenaje

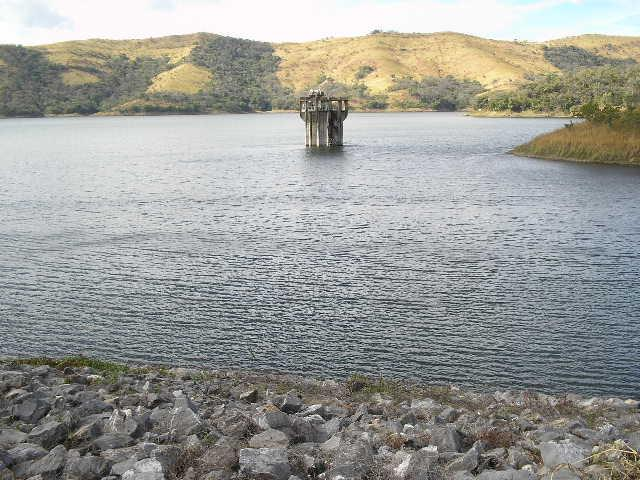
Embalse de Camatagua.

Camatagua se encuentra drenada por el río Guárico, representado en sus nacientes, lo que disminuye el riesgo de inundaciones, por otra parte sus afluentes, las quebradas Camatagua, ojo de agua y Calanche. Presenta un régimen intermitente de lluviosidad y la baja pendiente del sector permite que durante los periodos de mayor precipitación se produzcan inundaciones de mediana duración y ocasionales. En época de lluvias se observan numerosas quebradas hacia el Sur y el Este del pueblo, como también del Norte y Noreste no se presentan problemas de drenaje. En la quebrada de Calache descargan las aguas negras del centro poblado.

## Clima
El clima que manifiesta el pueblo, es de bosque seco tropical (BS-t) en donde los valores de temperatura fluctúan entre 24 y 37 °C, con temperaturas medias anual de 32,9 °C y con una media anual de 21,9 °C. Camatagua se encuentra ubicada en el llano, presentando una sequía notable, las precipitaciones varían entre los 1000 y los 1500 mm, estando la precipitación media anual en el orden de los 1023 mm.
| Parámetros climáticos promedio de Municipio Camatagua, según mediciones de sensores remotos (2000–2011) | Parámetros climáticos promedio de Municipio Camatagua, según mediciones de sensores remotos (2000–2011) | Parámetros climáticos promedio de Municipio Camatagua, según mediciones de sensores remotos (2000–2011) | Parámetros climáticos promedio de Municipio Camatagua, según mediciones de sensores remotos (2000–2011) | Parámetros climáticos promedio de Municipio Camatagua, según mediciones de sensores remotos (2000–2011) | Parámetros climáticos promedio de Municipio Camatagua, según mediciones de sensores remotos (2000–2011) | Parámetros climáticos promedio de Municipio Camatagua, según mediciones de sensores remotos (2000–2011) | Parámetros climáticos promedio de Municipio Camatagua, según mediciones de sensores remotos (2000–2011) | Parámetros climáticos promedio de Municipio Camatagua, según mediciones de sensores remotos (2000–2011) | Parámetros climáticos promedio de Municipio Camatagua, según mediciones de sensores remotos (2000–2011) | Parámetros climáticos promedio de Municipio Camatagua, según mediciones de sensores remotos (2000–2011) | Parámetros climáticos promedio de Municipio Camatagua, según mediciones de sensores remotos (2000–2011) | Parámetros climáticos promedio de Municipio Camatagua, según mediciones de sensores remotos (2000–2011) | Parámetros climáticos promedio de Municipio Camatagua, según mediciones de sensores remotos (2000–2011) |
| Mes | Ene. | Feb. | Mar. | Abr. | May. | Jun. | Jul. | Ago. | Sep. | Oct. | Nov. | Dic. | Anual                                                                                                   |
| --- | --- | --- | --- | --- | --- | --- | --- | --- | --- | --- | --- | --- | --- |
| Temp. máx. abs. (°C)                                                                                    | 39.9 | 43.5 | 46.7 | 45.3 | 39.6 | 38.2 | 33.4 | 30.6 | 33.5 | 34.1 | 35.7 | 36.5 | 46.7 |
| Temp. máx. media (°C)                                                                                   | 31.4 | 34.9 | 38.0 | 37.1 | 30.3 | 26.4 | 25.4 | 25.9 | 26.7 | 27.1 | 27.2 | 28.4 | 29.9 |
| Temp. media (°C)                                                                                        | 23.6 | 26.4 | 24.5 | 24.1 | 23.8 | 23.2 | 22.8 | 23.2 | 24.4 | 24.0 | 23.7 | 23.2 | 23.9 |
| Temp. mín. media (°C)                                                                                   | 21.6 | 22.1 | 22.7 | 22.7 | 22.5 | 21.6 | 20.9 | 21.1 | 21.3 | 21.5 | 21.5 | 21.2 | 21.7 |
| Temp. mín. abs. (°C)                                                                                    | 17.9 | 18.0 | 17.3 | 15.9 | 14.1 | 15.4 | 13.7 | 15.3 | 14.9 | 15.9 | 16.2 | 16.7 | 13.7 |
| Fuente: MOD11A2 MODIS/Terra Land Surface Temperature/Emissivity                                         | | | | | | | | | | | | | |

## Sanidad
La comunidad cuenta con tres ambulatorios rurales, uno en Carutico otro en la Parroquia de Carmen de Cura y el de Camatagua.
También hay un hospital con el nombre de "Hospital del Sur de Aragua", además se cuenta con consultorios privados y la Misión Barrio Adentro, que tiene consultorios por los diversos sectores de municipio, resaltando también el consultorio de Oftalmología y Odontología a disponibilidad de la comunidad. También se encuentran dos módulos de consultas uno en Altamira y otro en Cotopriz, como también hay al servicio de la comunidad el Centro de Diagnóstico Integral (CDI) que presta los siguientes servicios: Rayos X, Laboratorio, Oftalmología, Electrocardiograma, Endoscopia, Ecosonograma.
Cabe destacar la labor del Doctor Francisco Antonio Tabares Olmedo, quien vino a ofrecer sus servicios en el año 1978. Al mismo tiempo, se menciona el nombre del primer Bioanalista que hizo vida en el pueblo desde el año 1980, el señor Silvino Alexis Castro, que trabajaba junto con el Doctor Tabares.

## Cultura
Haciendo referencia a las tradiciones y costumbres, el 8 de diciembre de cada año se le rinde homenaje a la [Virgen Inmaculada Concepción], por ser patrona del municipio Camatagua, también se celebran los Carnavales Turísticos donde se elige una reina y se realizan desfiles y carrozas.
Además de estos eventos se realizan actos religiosos en [Semana Santa], procesiones de las diferentes etapas del [Vía Crucis] del señor Jesús y se le rinde especial honor al Nazareno; también se celebran festividades en honor a la Virgen de Fátima, Virgen de la Candelaria, Virgen de Lourdes, Virgen del Carmen (en la Parroquia Carmen de Cura), Santa Bárbara y San Juan Bautista (en la Represa Ernesto León David). 
Durante el período de Semana Santa y carnavales el municipio es visitado por turistas de distintas partes del país que vienen a disfrutar de las diferentes actividades vacacionales.
Los lugares frecuentados son: la Represa "Ernesto León David" y su balneario, allí se practica el torneo de pesca nacional "Bass Pro Shops" en el mes de septiembre, siendo una pesca Deportiva el cual luego de pescar los ejemplares son devueltos a la Represa y gana el de mayor peso, también es practicado el Canotaje, pesca controlada entre otros.
Otros lugares a mencionar es el Balneario la Batea, sector Pinto Salinas y Puente de Carmen de Cura, allí se realizan eventos como voleibol, competencia de baile, competencia de saco entre otros para el disfrute y participación de los allí presentes.

## Personajes artesanales
Petra Salazar (alpargatera), Petra Bandres (alpargatera y chinchorros), Yuberli Ibarra (pintura al frío), Ana Batioja (muñecas de trapo), Daría de González (hamacas), Carmen Ibarra (artesana en madera), Agustina Aular (dulcería criolla y trabajos en arcilla), María Casilda Pinto (artesanías en arcilla),
María Hernández de Macero (costurera profesional), Constanzo Macero (primer latonero y pintor del municipio).

## Economía
Antiguamente el municipio Camatagua, se destacaba por ser gran productor de tomate, ají dulce, maíz, tabaco, auyama, melón, lechosa en gran escala.
En el sector pecuario se da la cría de ganado cebú, brama, brama pardo, como también cría de caballos pura sangre en haras Tamarú y haras La Colmena, las cuales ya no funcionan como criaderos de caballos pura sangre de carrera y en la actualidad en el Municipio se encuentran dos haras en pleno funcionamiento las cuales son haras La Pradera y haras El Sueño. También crías de cochino y en la parte avícola criaderos de pollos.
Otro trabajo que se podía conseguir el servicio doméstico.

## Actualidad
En la actualidad se puede decir que, aun cuando Camatagua no posee grandes Empresas que contraten la población desempleada, se observa que si existen fuentes de trabajo como: los educadores, doctores, enfermeras, vigilantes, secretarias, bedeles, trabajadores sociales, comerciantes, albañiles, defensa civil, policías, comercio informal y obreros del campo.
Hay que destacar que existen en el municipio algunas cooperativas tales como N.U.D.E. La California (Avicultura), N.U.D.E. Tamarú, las cuales están desarrollando el aspecto Agroalimentario, N.U.D.E. Camataguita (Avícola), además existen otras cooperativas dentro del municipio como: panadería, peluquería, artesanía, herrería, albañilería, carpintería, textil, turismo, servicios de transporte entre ellas motos, busetas y por puestos.

## Política y gobierno

### Alcalde
En el municipio ha habido cuatro personas que han tenido el cargo de alcalde y ocho han sido los períodos consecutivos que ha habido en la alcaldía.
| Período     | Alcalde         | Partido político / Alianza | % de votos | Notas |
| ----------- | --------------- | -------------------------- | ---------- | --- |
| 1989 - 1992 | Juancho Reyes   | COPEI                      | 55,90      | Primer alcalde bajo elecciones directas |
| 1992 - 1995 | Juancho Reyes   | COPEI                      | 54,16      | Reelecto |
| 1995 - 2000 | Rafael Castillo | AD                         | -          | Segundo alcalde bajo elecciones directas (se realizaron elecciones generales adelantadas en el 2000 debido a la aprobación de la Constitución de 1999) |
| 2000 - 2004 | Rafael Castillo | AD                         | 54,78      | Reelecto |
| 2004 - 2008 | Rafael González | MVR                        | 42,37      | Tercer alcalde bajo elecciones directas |
| 2008 - 2013 | Rafael González | PSUV                       | 42,26      | Reelecto (se postergan 1 año las elecciones municipales pautadas para finales del 2012)                                                                |
| 2013 - 2017 | Eiling Celis    | PSUV                       | 57,58      | Cuarto alcalde bajo elecciones directas |
| 2017 - 2021 | Eiling Celis    | PSUV                       | 48,30      | Reelecta |
| 2021 - 2025 | Rafael González | PSUV                       | 45,22      | Quinto alcalde bajo elecciones directas |

### Concejo municipal
Período 1989 - 1992
| Concejales                 | Partido político / Alianza | Partido político / Alianza |
| -------------------------- | -------------------------- | -------------------------- |
| Mirna Carballo             | AD                         |                            |
| Ernesto Barrios            | AD                         |                            |
| Rafael Castillo            | AD                         |                            |
| Josefina Alaya de Alvarado | COPEI                      |                            |
| Toribio Cerezo             | COPEI                      |                            |

Período 1992 - 1995
| Concejales                 | Partido político / Alianza | Partido político / Alianza |
| -------------------------- | -------------------------- | -------------------------- |
| Juan Canelo                | COPEI                      |                            |
| Gregorio Castro            | COPEI                      |                            |
| Josefina Alaya de Alvarado | COPEI                      |                            |
| Alberto Jiménez Blanco     | AD                         |                            |
| Rafael Castillo            | AD                         |                            |

Período 1995 - 2000
| Concejales:            | Partido político / Alianza |
| ---------------------- | -------------------------- |
| Jaime Torres           | AD                         |
| Beatriz Manríque       | AD                         |
| Alberto Giménez Blanco | AD                         |
| Juancho Reyes          | COPEI                      |
| Juan Canelo            | COPEI                      |

Período 2000 - 2005
| Concejales:            | Partido político / Alianza |
| ---------------------- | -------------------------- |
| Jaime Torres           | AD                         |
| Alberto Giménez Blanco | AD                         |
| Pedro Manuel González  | AD                         |
| Juan Canelo            | COPEI                      |
| Gisela Castillo        | MVR                        |

Período 2005 - 2013
| Concejales:         | Partido político / Alianza |
| ------------------- | -------------------------- |
| Oswaldo Marrero     | MVR                        |
| Darwin Manamas      | MVR                        |
| José Antonio Coello | MVR                        |
| Yajaira Armas       | PPT                        |
| Gregorio Castro     | PPT                        |
| Teresa Betancourt   | AD                         |
| Mercedes Seija      | AD                         |

Período 2013 - 2018
| Concejales       | Partido político / Alianza | Partido político / Alianza |
| ---------------- | -------------------------- | -------------------------- |
| Hector Figueredo | PSUV                       |                            |
| Jose Palma       | PSUV                       |                            |
| Marílu Martínez  | PSUV                       |                            |
| Adrián Rodríguez | PSUV                       |                            |
| Raúl Bolivar     | PSUV                       |                            |
| Walquiria Parra  | PSUV                       |                            |
| Melcedes Seija   | AD/MUD                     |                            |

Período 2018 - 2021
| Concejales           | Partido político / Alianza | Partido político / Alianza |
| -------------------- | -------------------------- | -------------------------- |
| Mirivel Pagua        | PSUV                       |                            |
| Emperatriz Gil       | PSUV                       |                            |
| Freddy Mateus        | PSUV                       |                            |
| Hector Figueredo     | PSUV                       |                            |
| Raúl Bolivar         | PSUV                       |                            |
| Jean Carlos Gonzalez | PSUV                       |                            |
| Miguel Bernal        | PSUV                       |                            |

Período 2021 - 2025
| Concejales:     | Partido político / Alianza |
| --------------- | -------------------------- |
| Eleazar Marrero | PSUV                       |
| Mariana Herrera | PSUV                       |
| Raul Bolívar    | PSUV                       |
| Mirivel Pagua   | PSUV                       |
| Hector Pérez    | AD                         |
| Bladimir Olivo  | AD                         |
| José Pérez      | UPP89                      |